# Пёстрая альциона
Пёстрая альцио́на (лат. Actenoides lindsayi) — вид птиц семейства зимородковых. Выделяют два подвида. Эндемик Филиппин.

## Описание
Пёстрая альциона достигает длины около 26 см. У взрослых самцов номинативного подвида тёмно-зелёная макушка с чёрными пятнами, над бледно-голубым надбровьем проходит светло-зелёная полоса, через глаз проходит чёрная полоса. Уздечка, щёки, воротник и горло рыжеватые; ярко выражены синие «усы». Верхняя часть тела оливково-зелёная с ярко-жёлтыми пятнами, надхвостье зелёное. Нижняя часть тела беловатая, на груди и боках крупные зелёные гребенчатые полоски. Надклювье чёрное с тонкой жёлтой центральной линией, подклювье оранжево-жёлтое; радужная оболочка тёмно-коричневая; ноги зеленовато-телесного цвета. У взрослых самок макушка светло-зелёная, уздечка жёлтая, щеки и горло более светлые, «усы» зелёные. Молодые особи, как правило, более тусклые, клюв серый с жёлтыми кончиком и основанием.
Основной сигнал — взрывная, прерывистая трель «tu-tu-tu-tu-tu», продолжительностью 1 сек., за которой следуют 5 или 6 нисходящих протяжных нот продолжительностью около 0,4 сек. каждая, вся серия продолжительностью около 6—9 секунд; также часто издаёт громкий свистящий звук «ptuuooo», продолжительностью 0,8 сек..

## Подвиды и распространение
Выделяют два подвида:
- Actenoides lindsayi lindseyi (Vigors, 1831) — северные Филиппины (Лусон и Катандуанес)
- Actenoides lindsayi moseleyi Steere, 1890 — Панай и Негрос

## Места обитания и биология
Естественными местами обитания пёстрой альционы являются первичные и вторичные тропические леса на равнинах и холмах, иногда вблизи лесных ручьев; встречается на высоте от уровня моря до 1600 м над уровнем моря. На Негросе также отмечен в густых зарослях кустарника в садах. 
Пёстрая альциона охотится с низкой присады, вероятно добывает пищу на земле. В состав рациона входят насекомые (в частности жуки), улитки (Gastropoda), а также некоторые мелкие позвоночные. Биология размножения практически не исследована. Птицы с увеличенными половыми железами и самки с яйцами в яйцеводе были замечены в марте, апреле и мае. Предположительно, гнезда располагаются в норах, вырытых в древесных термитниках.